# Château de la Bâtie (Savoie)
Pour les articles homonymes, voir Château de la Bâtie.
Le château de la Bâtie ou Bâtie-Seyssel, olim la Bâtie d'Arvey, est un ancien château fort ou bâtie du XIIIe siècle, restauré au XVIe siècle, centre de la seigneurie, puis châtellenie de La Bâtie, qui se dresse sur la commune de Barby dans le département de la Savoie en région Auvergne-Rhône-Alpes.
Le château fait l’objet d’une inscription partielle au titre des monuments historiques par arrêté du 6 avril 1972. Seuls les façades et toitures, la grande terrasse, la salle basse (actuellement grand salon) avec son décor, et la grande cheminée de la salle des gardes (y compris la mosaïque gallo-romaine qui y a été rapportée)  sont inscrits.

## Situation
Le château de la Bâtie est situé dans le département français de la Savoie sur la commune de Barby. Il est installé sur un éperon rocheux au-dessus du bourg, dominant un coude formée par la Leysse et au pied du mont Peney,,.
Le château permettait de contrôler l'antique voie romaine, reliant la combe de Savoie à Seyssel, en passant par Chambéry, le val du Bourget et la cité d'Aix. Les seigneurs de Seyssel possédaient notamment deux autres châteaux contrôlant cette route , celui de Saint-Cassin et celui d'Aix.
Une maison forte, dite de la Colombière, était associée à la défense du site.

## Histoire
La première mention du château est faite à la fin du XIIIe siècle, dans une « reconnaissance » auprès d'Hugues de Seyssel pour « la Bâtie d'Arvey », nom stipulé dans des reconnaissances féodales, de la fin du XIIIe siècle et du début du XIVe siècle. Hugues de Seyssel est le fils cadet d'Humbert III et hérite de son père le fief de la Bâtie, tandis que son frère aîné obtient le domaine principal d'Aix,. Il donne ainsi naissance à la branche cadette des seigneurs de Seyssel La Bâtie.
Il s'agit donc d'une forteresse féodale probablement édifiée sur un édifice antérieur.
Le fief de La Bâtie s'étendait alors un peu au-delà des paroisses de Barby et de Curienne,.
En 1343, Aymard de Seyssel en a l'investiture.
Plusieurs membres de cette branche ont des démêlés judiciaires avec les comtes de Savoie. Avant la fin du siècle, La Bâtie revient à la branche aînée à la suite de la mort du dernier membre des Seyssel La Bâtie,.
En 1517, Françoise, veuve de Gabriel de Seyssel, baron d'Aix, en est investie ; plus tard, Charles-Emmanuel de Seyssel, marquis d'Aix, le vend à sa mère Isabeau de La Roche-Andry.
Au décès de Maurice de Seyssel, marquis d'Aix et de La Chambre, le 14 mai 1660, par procès le fief de La Bâtie est attribué à Jacques d'Allinges, marquis de Coudrée.
Ce dernier le vend, en 1679,, à François d'Oncieu, président de Chambre à la Cour des comptes, baron de Saint-Denis, de Chaffardon (Saint-Jean-d'Arvey), seigneur de Génissia (Injoux-Génissiat), sénateur au Sénat de Savoie. La seigneurie de la Bâtie est érigée par lettres patentes du 25 mars 1699 (et non 1783 comme il est indiqué parfois) en marquisat à la faveur de Guillaume d'Oncieu, par le roi de Sardaigne Victor-Amédée III,.

## Description
Le château est une bâtie composée d'une enceinte fortifiée oblongue, suivant les limites de l'éperon sur lequel elle est installée, formant fausse braie avec boulevard. Elle épouse au plus près le contour du rocher sur lequel le château est établi. Elle abritait une seconde enceinte, que flanquait une tour maîtresse circulaire, peut-être de la fin du XIIe siècle ou du début XIIIe siècle et une tour semi-circulaire datée de 1472, enserrant un corps de logis qui a été reconstruit au début du XVIe siècle que flanquent une tour carrée et une chapelle du XIIIe siècle, restaurée au XVe siècle.
L'entrée, à l'ouest, précédée par un bastion à plusieurs niveaux et percée de nombreuses bouches à feu, se fait par une porte ogivale, dont on peut encore voir la rainure de la herse. Elle est flanquée, au sud, par une haute tour semi-cylindrique, la tour des Orgues, dressée en hauteur sur un glacis, sa plate forme sommitale est ceinte d'un parapet crénelé sur mâchicoulis sur consoles, et au nord, par la chapelle castrale du XVe siècle élevée sur la courtine percée d'archères.
La chapelle renferme des mosaïques romaines du IVe siècle découvertes à Arbin, dans la villa gallo-romaine de Mérande. Dans la tour, Pierre de Seyssel, fit graver sur une pierre l'inscription suivante : « conseiller et chambellan de son redouté seigneur de Savoie, il avait fait construire la tour des orgues en l'an 1472 ».
L'accès principal, flanqué d'une tour carrée à archères-canonnières et d'une tour circulaire, se faisait à l'est, par trois portes successives. La première, la porte « Saint-Antoine » que surmonte une statue en bois polychrome du saint, a conservé son arcade ogivale et la voûte qui supportait un corps de garde. La seconde a été refaite en plein cintre au XVIIe siècle et une courtine la relie à la première. Accolée au donjon, la troisième porte, étroite, a été transformée en une fenêtre située au-dessus du sol.
Le logis s'éclaire par des fenêtres à croisées et s'ouvre par des portes Renaissance à linteaux à accolade. Au centre de la façade on peut voir un blason aux armes de Janus d'Oncieu. Une galerie extérieure en bois, remplacée par une galerie couverte, qui courait du donjon à la tour polygonale, desservait les chambres situées au premier étage. Il n'en subsiste qu'un pilier surmonté d'une statue du XVe siècle de la Vierge.
À l'intérieur, la cheminée de la cuisine est remarquable avec une ouverture en arc surbaissé de près de 8 mètres. 
Flanque cet ensemble, la tour du nord-ouest, rectangulaire du XVe siècle, accostée d'une tourelle d'escalier, haute de trois étages voûtés sur rez-de-chaussée, faite de murs épais de 2 mètres  et qui arbore à l'un de ses angles les armoiries de Pierre de Seyssel ; et à l'opposé, une tour ronde, le donjon ou tour maîtresse, du XIIIe siècle (?) haut de trois étages voûtés sur rez-de-chaussée, découronné en 1793 est couvert en pavillon. Ce dernier a des murs en pierre de taille de 2,50 mètres d'épaisseur.

## Châtellenie de La Bâtie-Seyssel
Le château de La Bâtie-Seyssel est le siège d'une châtellenie, dit aussi mandement (mandamentum). Dans le comté de Savoie, le châtelain est un « [officier], nommé pour une durée définie, révocable et amovible »,. Il est chargé de la gestion de la châtellenie ou mandement, il perçoit les revenus fiscaux du domaine, et il s'occupe de l'entretien du château. Le châtelain est parfois aidé par un receveur des comptes, qui rédige « au net [...] le rapport annuellement rendu par le châtelain ou son lieutenant ».
Les comptes de châtellenie de Jean de La Fontaine, châtelain ainsi que receveur, sont conservés aux Archives départementales de la Savoie, pour la période du 29 septembre 1503 au 29 septembre 1504.

### Fonds d'archives
- Série : Comptes des châtellenies (1503-1504). Fonds : Comptes de châtellenie et de subsides; Cote : SA. Chambéry : Archives départementales de la Savoie (présentation en ligne).« Châtellenie de La Bâthie de Seyssel »
- Série : Comptes des châtellenies (XIIIe siècle-XVIe siècle). Fonds : Inventaire-Index des comptes de châtellenie et de subsides; Cote : SA. Chambéry : Archives départementales de la Savoie (présentation en ligne).p. 90, « Châtellenie de La Bâthie de Seyssel »